# Ætsetryk (tekstil)
Ætsetryk er en metode inden for tekstiltryk, hvor der behandles med en ætse på farvet tekstil, således at bundfarven opløses og udvaskes, og et mønster opstår.
Hvis trykpastaen ikke indeholder farvestof, men udelukkende ætsende kemikalier, kaldes det en ’’hvidætse’’. Indeholder pastaen et farvestof, som fikseres samtidig med at andre farver destrueres, kaldes det en ’’farveætse’’. Ætsetryk er en af de dyreste trykarter, både fordi der destrueres farvestof og fordi ætsetryk generelt er vanskeligere at styre og derfor giver en højere fejlprocent. Den anvendes derfor først og fremmest til dyrere tekstiler, hvor råvarerne også ligger i den højere prisklasse. Ætsetryk på cellulosefibre er ca. 25% dyrere i fremstilling end kemisk reserve med reaktive farvestoffer.

## Ætsetrykkets historie
De første ætsetryk i Europa blev fremstillet i 1810 i Mulhouse i Alsace af Daniel Koechlin. Det bestod i en påtrykning af syre på indfarvet tyrkisk rødt, som derefter blev behandlet med klorkalk. De trykte steder blev bleget hvidt.
I årene derefter udviklede Daniel Koechlin også farveætse, hovedsageligt med mineralske farvestoffer, som f.eks. preussisk blåt. Før Daniel Koechlin, i 1802, havde en skotte, Monteith, udviklet en metode til fremstilling af mønstre på tyrkisk rødt ved lokal blegning med klorkalk. Stoffet blev i sammenfoldet tilstand klemt meget hårdt mellem to plader med perforeringer. Blegemidlet blev hældt ned i åbningerne. Metoden blev kaldt Monteithprocessen og er ikke i egentlig forstand tekstiltryk. Den blev især brugt til strikkede tørklæder bl.a. til arbejderbefolkningen.
Sidst i det 19. århundrede anvendte William Morris ætsetryk på indigofarvet hør og bomuld. Blegemidlet var her ligeledes et oxidationsmiddel. William Morris fremstillede sine stoffer delvis som en protest mod forfladigelsen i de industrielle, masseproducerede tekstiltryk, som på hans tid var trykt med syntetiske stoffer.
Naturfarvestofferne krap og indigo kan kun bleges med oxidationsmidler, hvoraf klorblegemiddel er det almindeligste og billigste. Oxidationsmidler angriber imidlertid fibrene og gør derfor de ætsede partier mindre holdbare. Med anvendelsen af de syntetiske farvestoffer blev det muligt at ætse med reduktionsmidler, dvs. modsat oxidationsmiddel et middel, der fjerner oxygen (i dag typisk Rongalit FD), som er mere skånsomme mod fibrene. Siden århundredeskiftet har det derfor været mest almindeligt med reducerende ætser.

## Reduktionsmiddel
De vigtigste reduktionsmidler til ætsetryk er Rongalit C og Rongalit FD fl. I dag bruger vi udelukkende Rongalit FD fl., fordi den er en af de få reduktionsmidler til tryk, som ikke indeholder og afgiver formaldehyd. Rongalit FD fl. er meget mere stabilt en Rongalit C. Den kræver en damptid på ca. 10 minutter for at udfolde sin fulde styrke.
Selv om Rongalit FD fl. Ikke afgiver formaldehyd er den ikke ugiftig og skal behandles med samme forsigtighed som andre kemikalier.

## Ætsbarhed
Farvestoffer, som kan bleges med reduktionsmidler, kaldes ætsbare. Ætsbarheden angives i forskellige grader, men findes normalt angivet i farvestoffernes ægthedstabeller. Skalaen er ikke standardiseret, så hvert firma har sin egen måde at angive dem på, nogle skalaer går fra 1-5, andre til 4, andre angivelser indeholder kun betegnelsen ætsbar eller ikke ætsbar. Hvidætsens styrke kan varieres ved at tilsætte mere eller mindre reduktionsmiddel. Dette kan udnyttes på blandingsfarver eller sammensatte bunde, hvor de enkelte farvestoffer har forskellig ætsbarhed.
Ikke alle typer reaktive farvestoffer er lige ætsbare. Dette kan udnyttes på blandingsfarver eller sammensatte bunde, hvor de enkelte farvestoffer har forskellig ætsbarhed.
Nogle farvestoffer beholder deres farvetone ved ætsning og bliver blot lysere. På disse kan man med fordel arbejde med halvætser. Mange farvestoffer ændrer farvetone ved svage ætser, ofte til interessante nuancer. Disse nedbrudte farvestoffer har imidlertid ukendte egenskaber mht. stabilitet overfor vask, lys, dampning mm., hvilket betyder at de har begrænset anvendelighed. Hvis man ønsker at anvende disse ændrede farvestoffer i færdige arbejder, skal deres egenskaber afprøves i praksis først.

## Hvidætse
Hvidætse er en ætsning, hvor trykpastaen ikke er tilsat yderligere farvestof, og der derfor ikke efterlades ny farve på de områder, hvor bundfarven nedbrydes og vaskes ud.

### Hvidætse påreaktive farvestoffer
Ved ætsningen ødelægges farvestoffet og resterne vaskes ud, hvis det er muligt. De reaktive farvestoffer er bundet til fibrene ved en kovalent binding, som er meget stabil. En del af det ødelagte farvestof kan derfor ikke vaskes ud med mindre bindingen til fibrene også bliver ødelagt. Dette gøres ved hjælp af alkali (dvs. en base).
Ikke alle typer reaktive farvestoffer er lige ætsbare. Desuden findes der individuelle forskelle inden for de enkelte typer. De mest ætsbare reaktive farvestoffer er Remazol og Primazin. Andre reaktive farvestoffer, som f.eks. Levafix P-, Basilen P og Drimaren P- er ikke så ætsbare som Remazolfarvestofferne, fordi deres binding til fibrene ikke kan spaltes med base.
Hvidætsen skal altså indeholde en base, som f.eks. potaske, soda eller natronlud, når den anvendes på Remazolfarvestoffer, hvis hvidætsen skal være lysægte. På silke og uld er det naturligvis begrænset hvor meget base ætsen kan indeholde. På silke må 60 g/kg ikke overskrides og på uld skal basen helt udelades. På cellulosefibre kan ætsevirkningen forstærkes ved at forhøje potaskemængden.

### Hvidætse på andre farvestoffer
Anvendes hvidætsen på andre farvestofgrupper, som f.eks metalkomplexfarvestoffer, syrefarvestoffer, naptholfarvestoffer eller lignende, er basen ikke nødvendig.

### Fremgangsmåde
Opskrift på hvidætse til silke og cellulosefibre:
- 140g vand
- 500g Fortykkelse (f.eks. industrigummi eller alginater som Manutx F og Lamagin)
- 10-150g Rongalit FD (reduktionsmiddel, som kan varieres efter ønske)
- 60g Potaske
- 90-150g Udligning

Efter tryk og tørring dampes varen 10-15 minutter (cellulosefibre) eller 10 minutter (silke). Rongalit FD fl. kræver en damptid på ca. 10 minutter for at udfolde sin fulde styrke. Silke tåler ikke lang dampning pga. ætsens indhold af potaske. Man skal derfor være omhyggelig med at overholde damptiden når man ætser på silke.
Udvaskningen foregår i to faser. Først udskyldes fortykkelse og kemikalier med koldt, blødt vand. Derefter udvaskes overskudsfarve og nedbrudt farvestof med varmt vand. Til sidst koges varen i 10 minutter med neutralt vaskemiddel som f.eks. Arbyl FL eller Reductol.

## Farveætse
Farveætse er en ætsning, hvor trykpastaen er tilsat et farvestof, som fikseres samtidig med at der ætses. Bundfarven nedbrydes og en anden farve indtager dets plads.
De farvestofgrupper, som anvendes i farveætsen, skal være stabile, så de ikke ødelægges af ætsemidlet. Den mest stabile farvestofgruppe er kypefarvestofferne, som alle er ætsbestandige og derfor kan give en hel farveskala.

### Farveætse med kypefarvestoffer
Kypefarvestofferne er uopløselige i vand og anvendes som fint fordelte farvestofpartikler i trykfarven. For at kunne trænge ind i de naturlige fibre, er det nødvendigt at de gøres vandopløselige. Det sker ved at blande farvestoffet med reduktionsmiddel og base. Processen kaldes forküpning, heraf navnet på farvestofgruppen. Det er derfor naturligt at anvende kypefarvestofferne i farveætser.
Kypefarvestofferne kan dog ikke anvendes som farveætse på alle fibre, da det nødvendige indhold af alkali (base, potaske) skader fibrene i f.eks. uld og silke. Silke er dog mere resistent overfor base end uld, så med nogen forsigtighed kan kypefarveætsen godt anvendes på silke. Ved forsigtighed menes, at der trykkes med et indhold på højst 60g potaske pr. kg, ikke mere end tre overtryk og umiddelbar neutralisering af potaske med eddikesyren efter udvaskningen.
Forkypningen af kypefarvestoffet sker under dampningen, og umiddelbart efter dampningen vil det trykte have kypens farve (ofte komplementærfarven). Farvestoffet skal derfor have mulighed for at oxidere inden den egentlige udvaskning finder sted. Oxideringen forløber nemmest og billigst ved at fugte stoffet i koldt vand (højt iltindhold) og derefter lade det oxidere i luften. Det tager ca. 10 minutter, men farveskiftet er tydeligt i processen. De gule og røde farver er de langsomste. På tykkere kvaliteter kan oxideringen gå noget langsommere.

### Fremgangsmåde
Opskrift på Stamfarve
- 180g lunkent vand
- 50g kypefarvestof
- 40g glycerol
- 500g fortykkelse (industrigumme, arabisk gummi, Tylose eller anginater, hvor industrigumme er at foretrække
- 60g potaske
- 150g Rongalit FD
- 20g udligning

Ønsker man en lysere trykfarve, lysnes stamfarven med en blanding af fortykkelse, vand og nødvendige kemikalier, tilsammen kaldet ”Coupure”. Coupuren skal have samme konsistens som stamfarven.
Opskrift på Coupure
- 180g vand
- 500g fortykkelse
- 20 glycerol
- 60g potaske
- 150g Rongalit FD
- 90g udligning

Farvepulveret drysses i vandet, og vil hurtigt være fordelt. Først derefter tilsættes de øvrige ingredienser. Den færdige trykfarve har godt af at stå i ca. en time, inden den anvendes. Farvestoffet begynder da at forkype (dvs. opløses), hvilket giver et jævnere tryk. Trykfarvens holdbarhed er begrænset, den kan holde i ca. 3-4 døgn, hvis den opbevares godt tillukket og køligt.
Den trykte vare dampes hurtigt muligt, helst inden for et døgn efter trykningen. Til Cellulosefibre anvendes 60g Rongalit FD pr. kg, og der dampes i mættet damp ved 100-102 grader i 10 minutter. Til silke anvendes 120g Rongalit FD pr. kg., og der dampes i 10 minutter.
Efter dampningen skylles varen forsigtigt med koldt vandt og hænges til oxidering. Når oxideringen er tilendebragt har kypefarven igen den oprindelige farve, og den egentlige udvaskning kan foretages.
Udvaskningen består, ligesom ved reaktive farvestoffer, i først at udskylde fortykkelse og kemikalier med koldt, blødt vand. Derefter udvaskes overskudsfarve og nedbrudt farvestof med varmt vand. Til sidst koges varen i 10 minutter med neutralt vaskemiddel.
Kypefarvestofferne skal koges i efterbehandlingen, da nuancen skifter en smule, farverne bliver brillantere og lys- og vaskeægtheden forøges ved den kogende behandling.